# Tragopa maculidorsa
Tragopa maculidorsa är en insektsart som beskrevs av William D. Funkhouser. Tragopa maculidorsa ingår i släktet Tragopa och familjen hornstritar. Inga underarter finns listade i Catalogue of Life.